# パウル・フリードリヒ・マイヤーハイム
パウル・フリードリヒ・マイヤーハイム（Paul Friedrich Meyerheim、1842年7月13日 - 1915年9月14日）はドイツの画家、イラストレーターである。動物を描くのに才能を見せたが、肖像画や風景画も描き、版画家としても成功した。

## 略歴
ベルリンで生まれた。父親のフリードリヒ・エドゥアルド・マイヤーハイム(Friedrich Eduard Meyerheim:1808-1879)はダンツィヒ出身の画家で、兄のフランツ・マイヤーハイム(Franz Meyerheim:1838-1880)、父親の兄弟のヘルマン・マイヤーハイム(Hermann Meyerheim)とヴィルヘルム・マイヤーハイム(Wilhelm Meyerheim) も画家であった。
兄とともに父親から絵のレッスンを受けた後、1857年から1860年まで、ベルリンの美術アカデミーで学んだ。ベルリンの動物画家、シュミットゾーン(Teutwart Schmitson)のアトリエも訪れ、影響を受けた。
スイス、ベルギー、オランダで修業し、パリにも一年間滞在した。ベルリンに戻った後、1883年からベルリンの美術アカデミーの動物画のクラスで教え始め、1887年には教授に任じられた。マイヤーハイムの教えた学生には彫刻家のアウグスト・ガウルや、フリードリヒ・フランツ・ブロックミューラー、パウル・フライタークらがいる。
動物園やサーカスの情景を描き、「サンジュリー」と呼ばれる物まねするサルを描くジャンルに分類される作品もある。
ベルリンの機関車製造会社ボルジッヒの経営者の一族と親しく、機関車の製造工程を描いた作品も残した。

## 作品

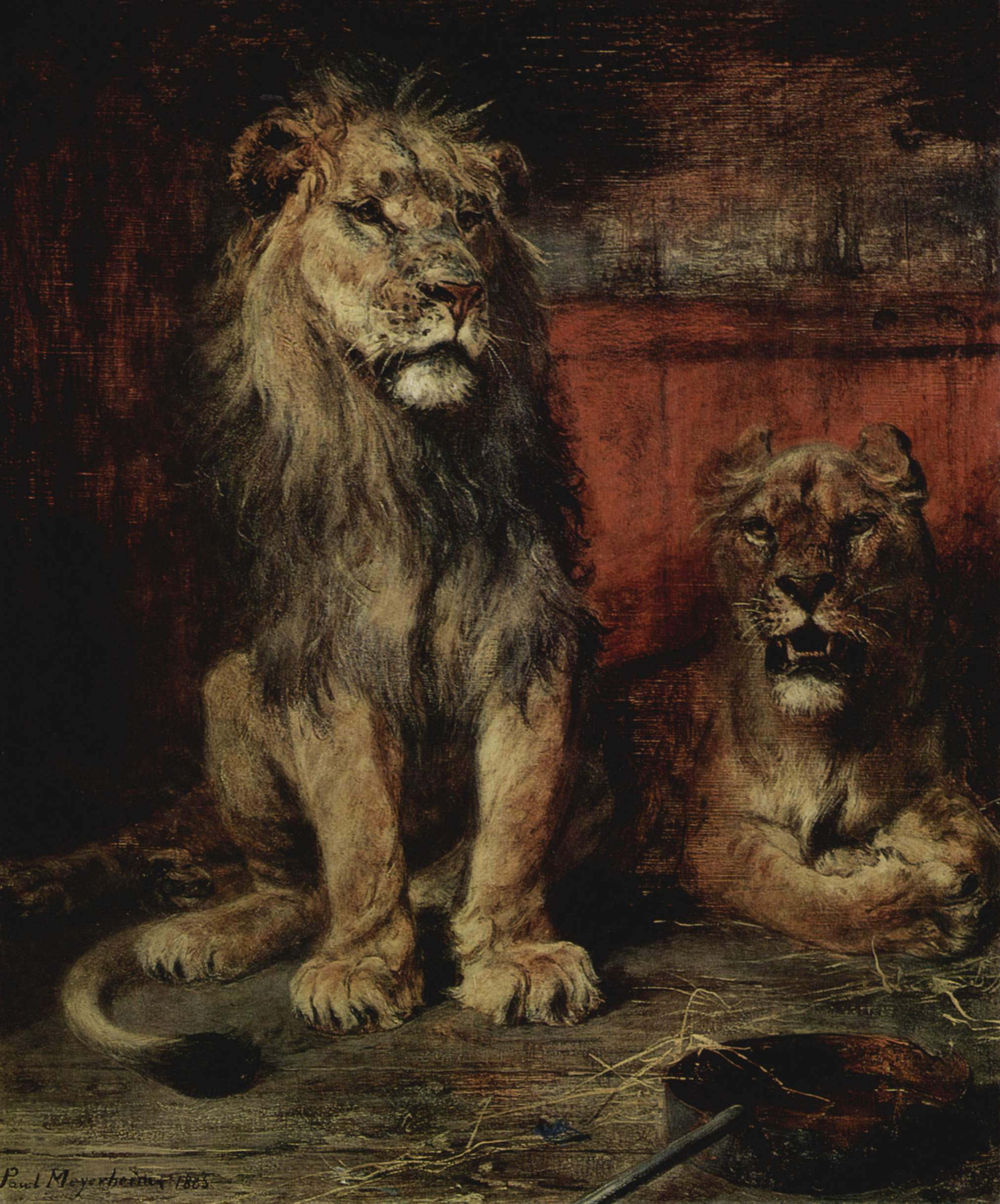
ライオン (1885)
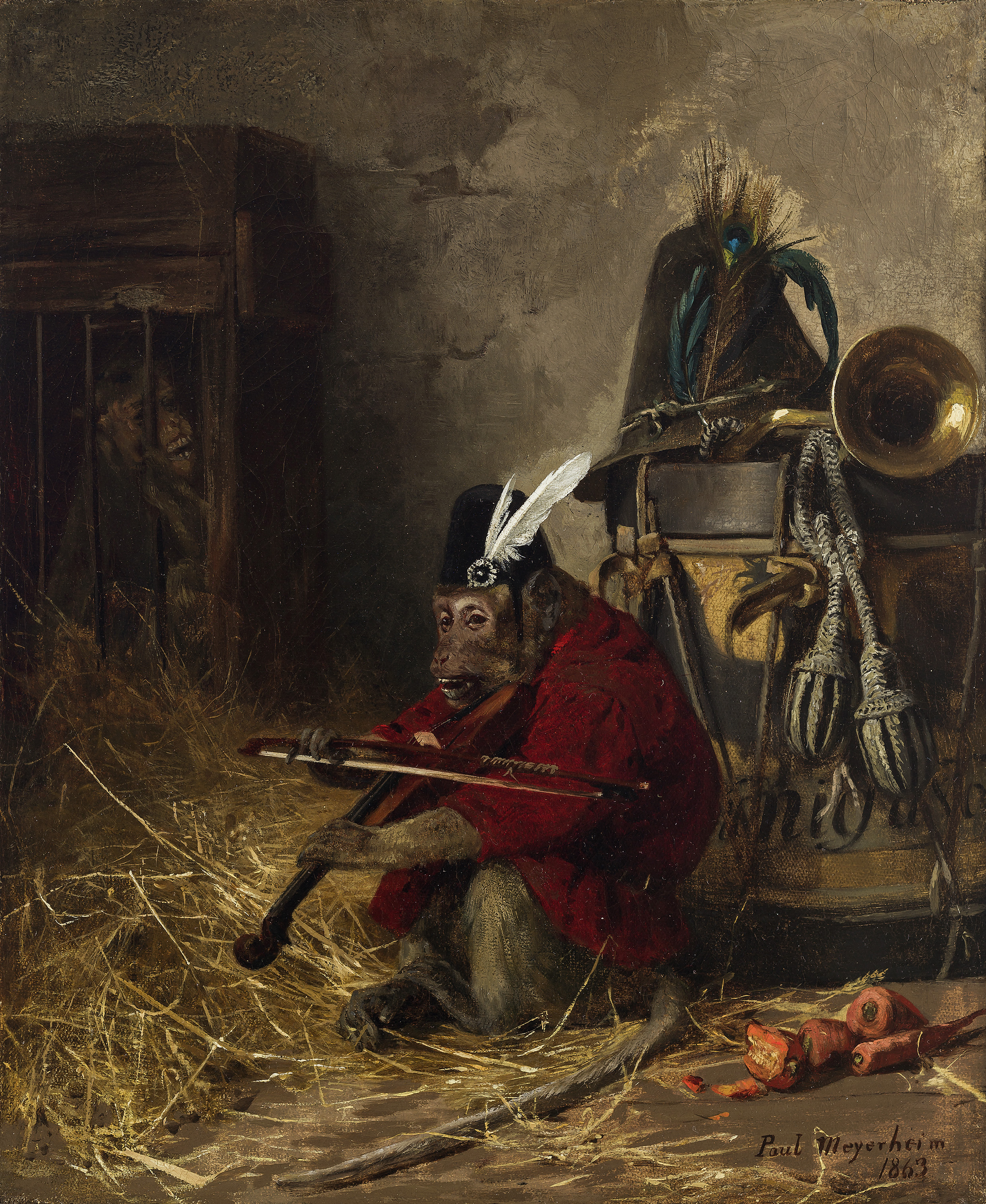
バイオリンを弾くサル
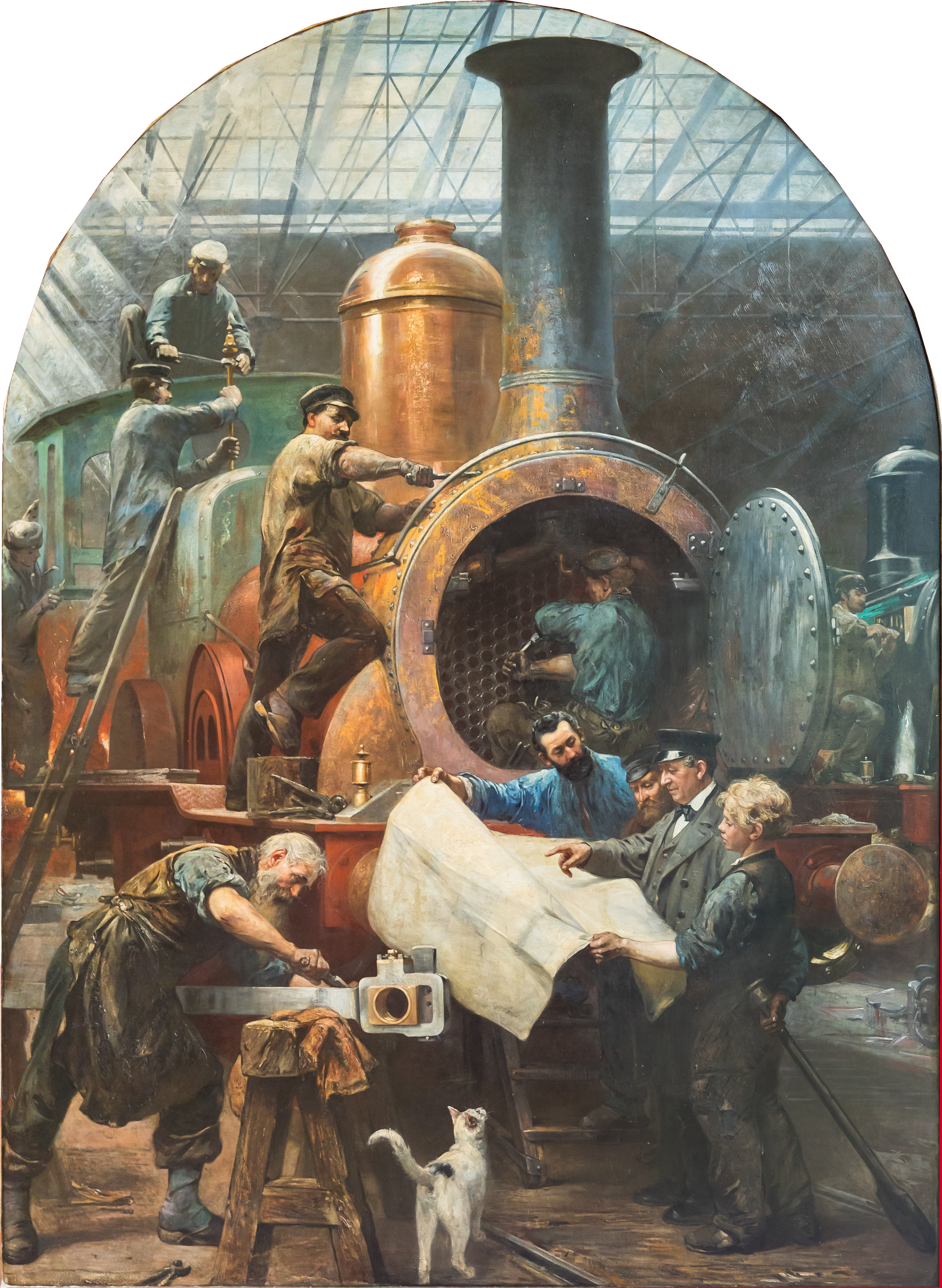
整備完了前(1873/1876)
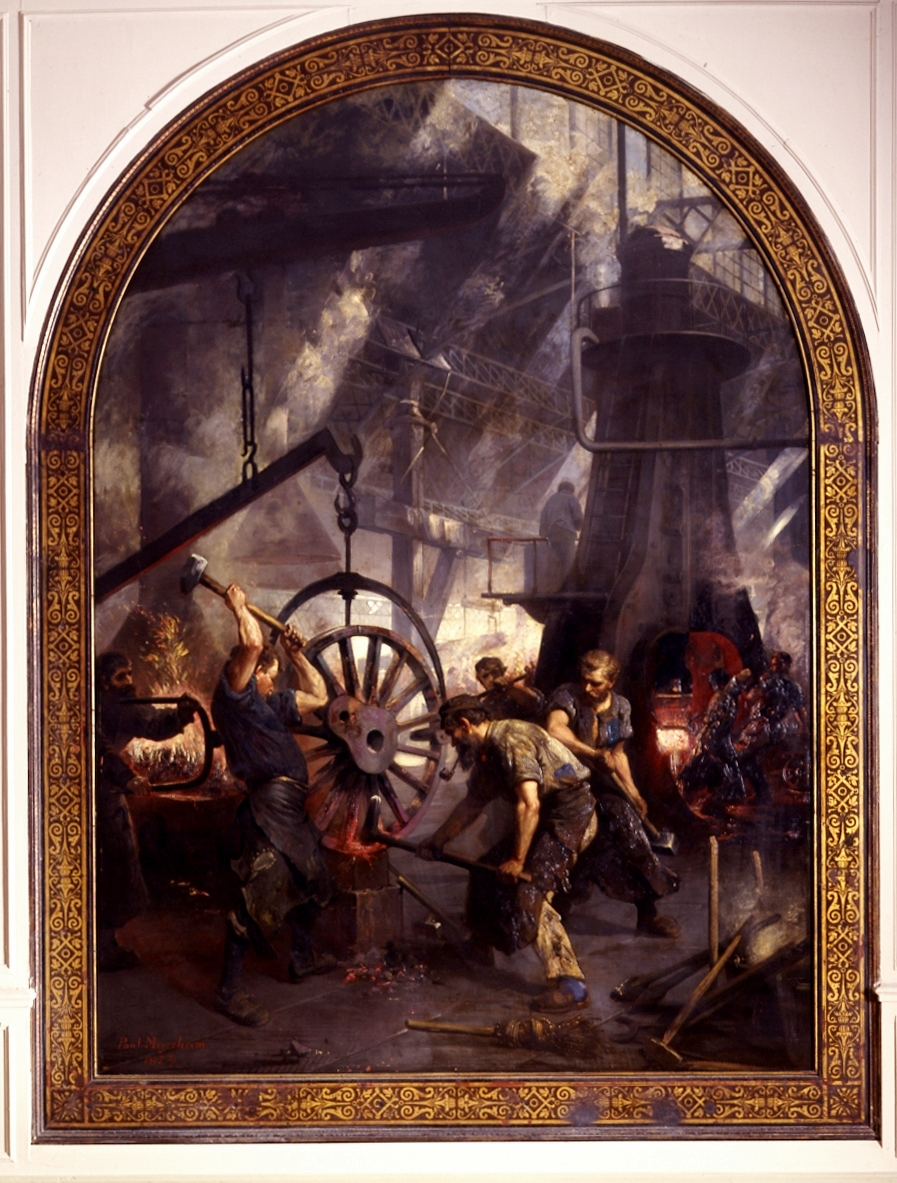
機関車の製造(1874)

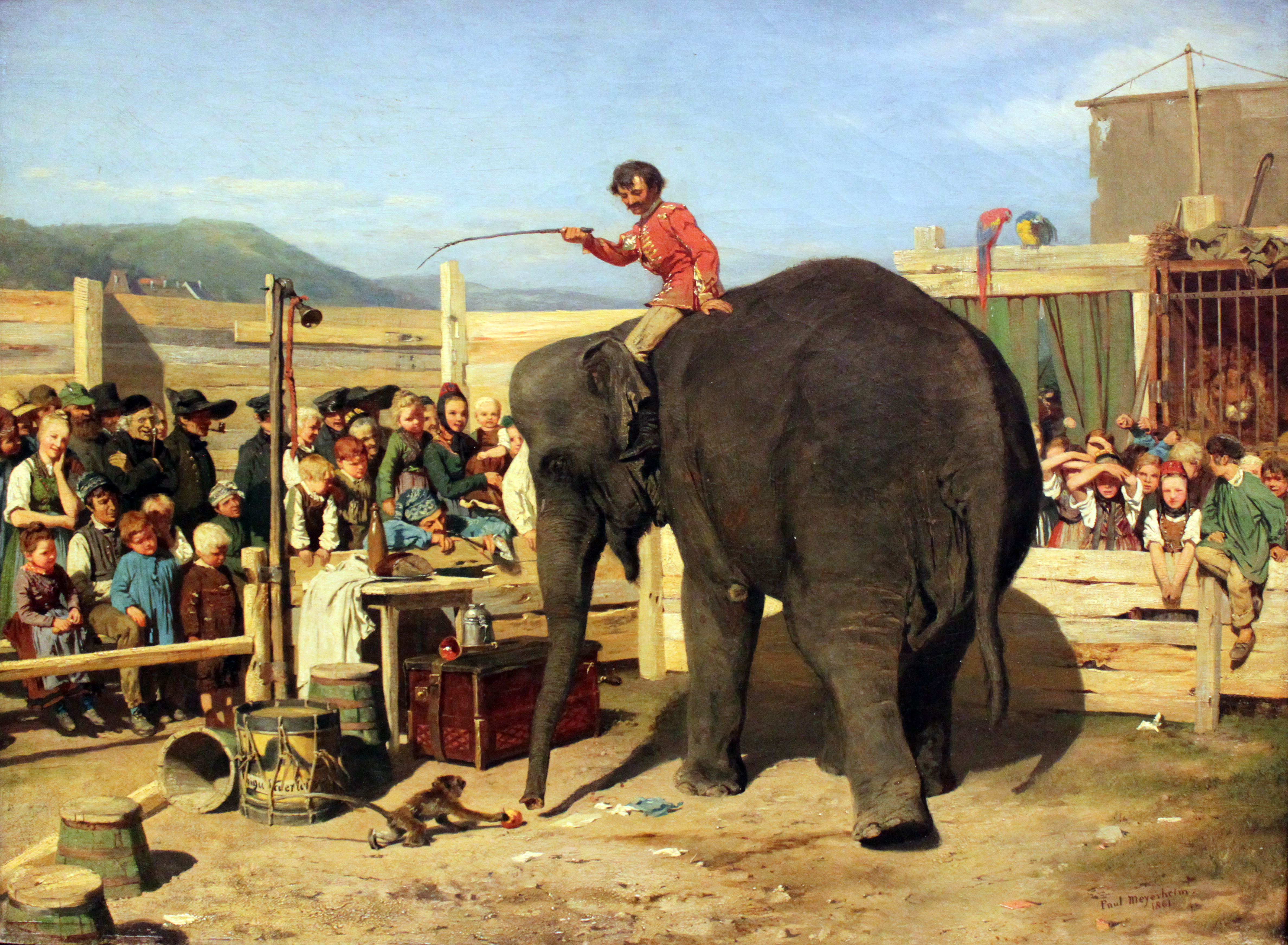
「サーカス」(1861)
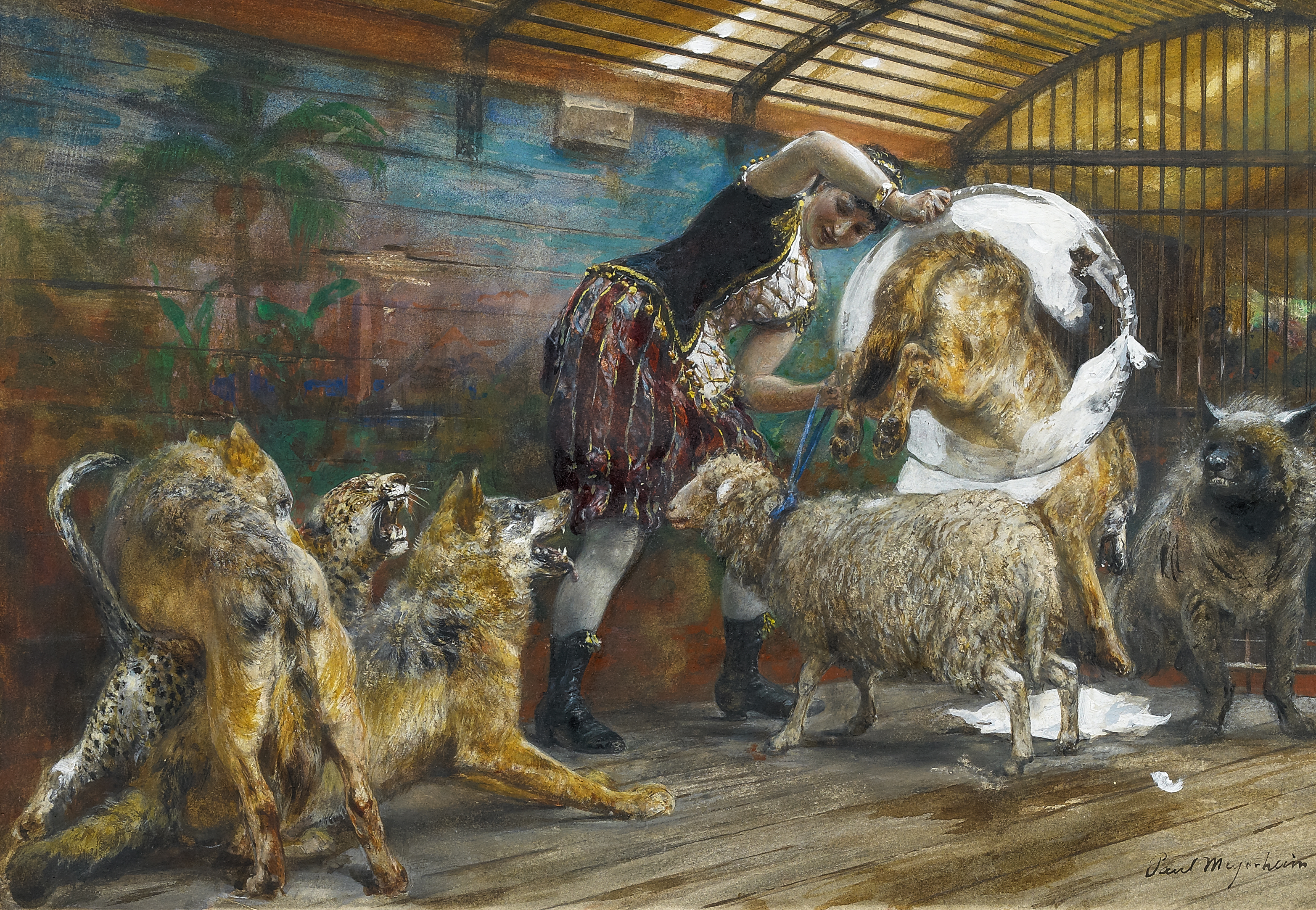
調教師 (c.1885)
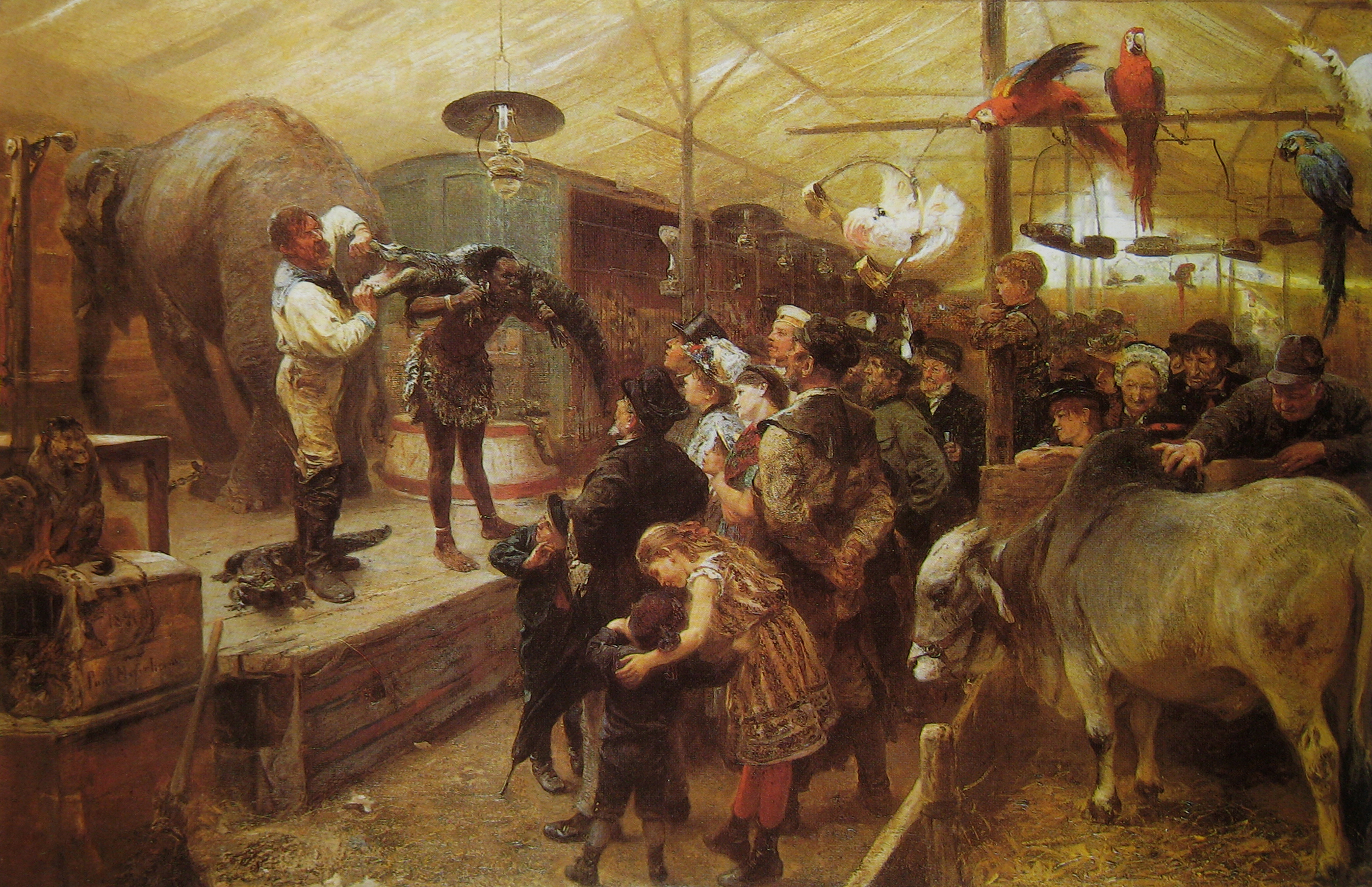
動物園　(1895)